# Nino Kirow
Nino Kirow, Schachbalkaniade 1976

Link zum Bild

Nino Kirow (bulgarisch Нино Киров Иванов; * 11. September 1945 in Blagoewgrad; † 25. September 2008 in Sofia) war ein bulgarischer Schachspieler.
Die bulgarische Einzelmeisterschaft konnte Kirow zweimal gewinnen: 1973 in Sofia und 1978 in Warna. Zwischen 1971 und 1985 nahm er an vierzehn Einzelmeisterschaften teil. Er spielte für Bulgarien bei zwei Schacholympiaden: 1974 und 1984. Außerdem nahm er zweimal an den europäischen Mannschaftsmeisterschaften (1977 und 1980) und an mehreren Schachbalkaniaden (1974 bis 1977, 1979 bis 1981 und 1984 bis 1985) teil.
Im Oktober 1974 beendete er durch einen Sieg gegen Michail Tal eine Serie von Tal, in der dieser 95 ungeschlagene Partien hintereinander gehabt hatte.
Im Jahre 1972 wurde Kirow der Titel Internationaler Meister (IM) verliehen, 1975 der Titel Großmeister (GM). Seine höchste Elo-Zahl war 2505 im Januar 1993.

## Wichtige Erfolge
Zu seinen besten Ergebnissen zählen unter anderem: 
- 2. Polanica-Zdrój 1974 (das Rubinstein-Gedenkturnier)
- 1–2. Vršac 1975 (geteilter Erster mit Enver Bukić)
- 1. Białystok 1979
- 1. Thessaloniki 1979
- 1. Warschau 1980
- 1. Hradec Králové 1983
- 1. Plewen 1986

| Hier fehlt eine Grafik, die leider im Moment aus technischen Gründen nicht angezeigt werden kann. Wir arbeiten daran! |